# 볼로종
볼로종(프랑스어: Bolozon)은 프랑스 동부 오베르뉴론알프 앵주에 있는 코뮌이다. 부르캉브레스에서 29km, 낭튀아에서 16km 떨어진 곳에 위치해 있다.
볼로종에 사는 사람을 '볼로조네 / 볼로조네즈' (Bolozonnais / Bolozonnaises)라고 부른다.

## 지리
볼로종은 앵주의 중심부인 오트뷔제 지역의 쥐라산맥 부근에 위치해 있다. 베르티앙산과 인접한 탓에 전반적인 지형은 비탈져 있다. 총 두 개의 마을이 있는데 하나는 북서쪽에 철도역이 있는 다랑슈 (Daranche) 마을, 다른 하나는 그랑쿠르 (Grand-Cours) 마을이다.
볼로종의 경계를 따라 앵강이 8km 정도 흐르며, '수비프' (Sous-Bief)라는 이름의 작은 하천도 흐른다. 이 하천은 볼로종을 통과하며 '르골프' (Le Golfe)라는 곳에서 앵강에 합류한다. 그밖에 세라 수원지가 있는데 지표면이 1km2정도 '움푹 꺼진' 곳으로, 세라 도로 부근을 흐르며 마르지 않는다.

## 경제
이 일대 지역의 다른 마을과 마찬가지로, 볼로종은 1950년대까지만 해도 지역 경제에 있어 농업의 비중이 가장 컸다. 거기다 베르티앙 국지에 자리한 볼로종의 지리적 특성상 소기후가 발달하여 과일과 와인 생산에 적합하였다. 오늘날까지도 농장 두 곳이 있다. 그 중 한곳은 와인 농장으로 '르 그리부아' (Le grivois)라는 이름의 스파클링 와인을 생산하고 있고, 낙농업도 이뤄지고 있다.

## 인구
| 연도 | 인구 | ±%    |
| ---- | ---- | ----- |
| 2006 | 99   | —     |
| 2007 | 100  | +1.0% |
| 2008 | 98   | −2.0% |
| 2009 | 95   | −3.1% |
| 2010 | 94   | −1.1% |
| 2011 | 92   | −2.1% |
| 2012 | 91   | −1.1% |
| 2013 | 90   | −1.1% |
| 2014 | 88   | −2.2% |
| 2015 | 89   | +1.1% |
| 2016 | 89   | +0.0% |

## 명소

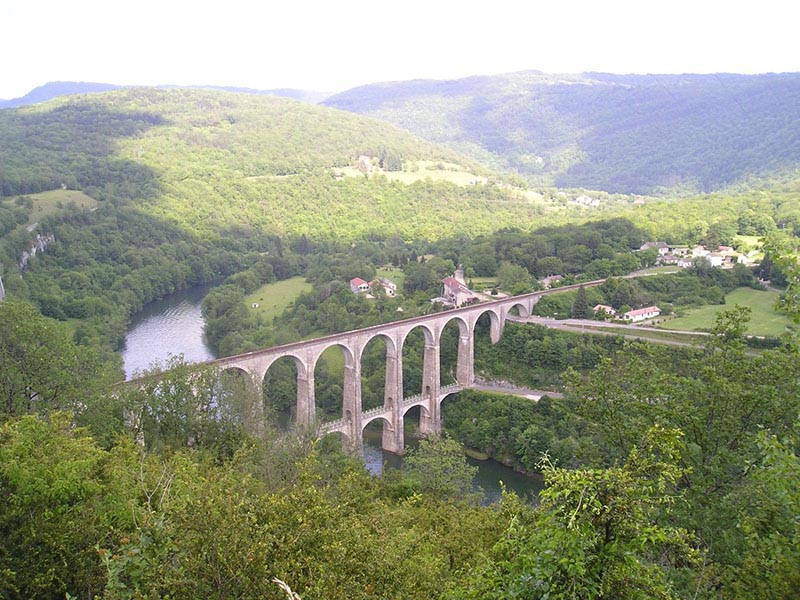
시즈-볼로종 고가교

- 앵강을 가로지르는 시즈-볼로종 철도 고가교가 가장 유명하다. 1875년에 지어진 다리로서 당시 건설비만 339,000프랑이 들어갔다.[3] 이 다리는 1944년 독일군이 지나간 뒤 레지스탕스에 의해 파괴되었으며 1950년에 재건되었다. 이때 프랑스 국유철도의 중앙영상회 소속 영화감독이었던 앙드레 페레가 수년간에 걸쳐 이뤄진 복구 과정을 영화로 제작했다. 복층 구조로 되어 있으며 1층에는 차량이, 2층에는 열차가 지나다닌다. 총 길이는 273m로 한 층마다 일곱 개의 아치가 있으며 최대 높이는 73m에 달한다.
- 1836년에 재건된 볼로종 교회가 있다.
- 앵 계곡을 따라 흐르는 앵강이 마을을 통과한다. 이 강은 르베르몽과 오트뷔제 지역을 가르는 경계이기도 하다.

## 같이 보기
- 앵 주의 코뮌 목록